# Tully Craig
Thomas Craig, detto Tully (Laurieston, 18 luglio 1895 – Halifax, 30 gennaio 1963), è stato un calciatore e allenatore di calcio scozzese, di ruolo centrocampista.

## Carriera

### Club
Trascorse l'intera carriera in Scozia, giocando prevalentemente con la maglia dei Rangers, club con cui vinse 8 titoli nazionali e 3 coppe di Scozia.

### Nazionale
Ha vestito la maglia della nazionale scozzese 8 volte tra il 1927 e il 1930.

## Palmarès

### Giocatore

#### Competizioni nazionali
- Campionato scozzese: 8

Rangers: 1923-1924, 1924-1925, 1926-1927, 1927-1928, 1928-1929, 1929-1930, 1930-1931, 1932-1933
- Coppa di Scozia: 3

Rangers: 1927-1928, 1929-1930, 1931-1932

### Allenatore

#### Competizioni nazionali
- Scottish Second Division: 1

Falkirk: 1935-1936